# Stufat
Le stufat est un plat traditionnel roumain et moldave qui se présente sous a forme d'un ragoût d'agneau aux oignons et à l'ail. Le stufat est servi généralement lors du repas de Pâques, coutume liée à la tradition de l'agneau pascal. Le nom stufat dérive du grec στουφάτο (stufato) qui dérive de l'italien stufato (« à l'étouffée »).